# Funerale more nobilium

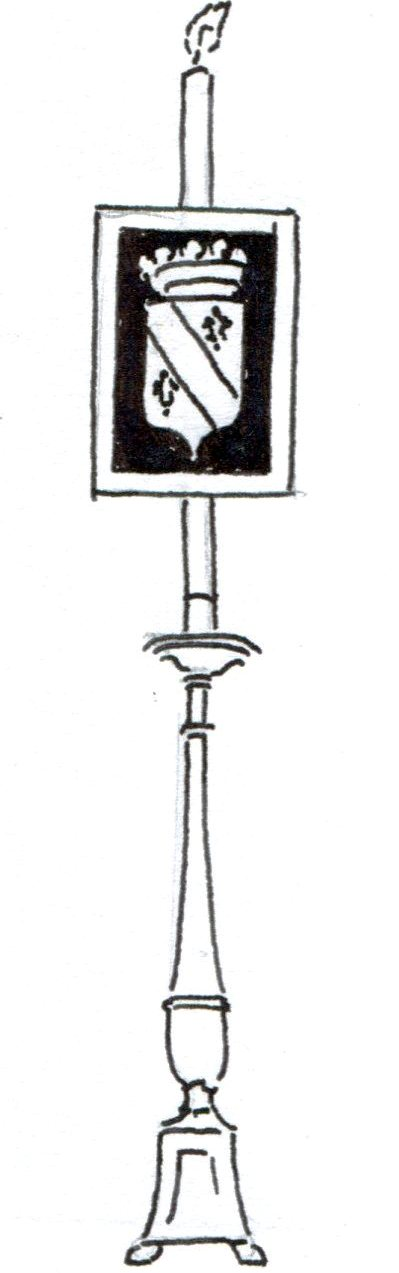
Candeliere stemmato

Il Funerale more nobilium è una forma di cerimoniale funebre aristocratico, riservato ai defunti appartenenti a famiglia nobile, e prevalentemente italiano, fatta eccezione per la Sicilia ove non è usato, e non è diffuso al di fuori d’Italia; in Spagna vi sono alcune similitudini. 
Non ne sono note le origini, ma la tradizione lo fa risalire al tempo delle Crociate, quando i cavalieri morti in battaglia erano deposti per umiltà sulla terra, coperti dal loro mantello, senza lettiga o catafalco.
Il primo elemento, uno dei più caratteristici, è che la cassa va posata a terra (possibilmente su un tappeto, ma non è essenziale), orientata con i piedi del defunto verso l’altare, come di consueto. Se il funerale avviene in una chiesa di proprietà della famiglia, o nella quale vi sia una cappella gentilizia della famiglia, o nel paese nel quale il defunto appartiene alla famiglia nobile principale, allora la cassa va posta con la testa verso l’altare.
La cassa va coperta dalla coltre funebre nera (non viola); la coltre non deve essere mai posta sotto la cassa, sempre sopra. La coltre può essere in velluto o damasco nero, gallonata d’oro con al centro la croce, anch'essa in gallone d’oro; avrà ai quattro angoli (o, dove possibile, sulla fascia esterna della coltre) gli stemmi del defunto. Anticamente le armi erano ricamate o più frequentemente dipinte su tela o seta ed appuntate sulla coltre; oggi gli stemmi vengono scansionati, stampati in cartoncino su sfondo nero, ritagliati seguendo la sagoma dello stemma e poi appuntati con spilli alla coltre.
Un’alternativa, ma non molto diffusa in Italia, è di appoggiare una raffigurazione dello stemma della famiglia del defunto all’estremità della cassa verso la navata.
Sopra i bordi della coltre, posati per terra, ai quattro lati della cassa, si appoggiano fasci di ceri nuovi, accesi e poi spenti, legati con fettuccia nera e disposti a X; il numero totale dei ceri nel fascio deve essere dispari, cioè p.e. 5, 7, 9, cioè 2 ceri legati e sovrapposti incrociati con altri 3, o 3 ceri incrociati con 4, etc. Il numero dei fasci è libero: devono essere almeno 4, ma possono essere di più. Anticamente questi ceri erano poi lasciati in elemosina alle chiese povere.
Sopra la cassa si pone, in capo alla bara ed al luogo della testa, un cuscino, sul quale può essere appoggiato il cappello o altro copricapo proprio; se si tratta di un ufficiale, la spada e la fascia da ufficiale vanno appoggiate sopra la cassa; se si tratta di un magistrato, il tocco ed un codice delle leggi; se un sacerdote, la berretta o il galero ed una stola viola. Per le signore, si possono mettere sulla cassa due guanti bianchi lunghi disposti a X ed un ventaglio chiuso.
Un cuscino con le decorazioni può essere posto sia in capo alla bara, sia ai piedi della cassa, ai margini della coltre, verso la navata. Si mettono le decorazioni più importanti e nel grado più alto ricevuto, cioè la placca, la commenda etc. Se ci sono fiori o cuscini, questi non devono mai essere posti sopra la bara, ma vanno deposti ai lati della cassa, ai margini della coltre, ma non ai piedi o alla testa. I fiori formeranno una specie di siepe laterale. Vi è però l’uso che i fiori offerti dalla famiglia stretta vengano posti in margine all’estremità della coltre, sul lato verso la navata.
La cassa va circondata da non meno di due (a capo e piedi), e non più di otto, candelieri. Idealmente dovrebbero essere di ferro o a forma di colonnetta, ma va bene qualsiasi tipo, purché argentati o di bronzo piuttosto che dorati. Sui ceri possono essere attaccati, con fettucce nere per le famiglie piemontesi e lombarde, cartoni rettangolari con lo stemma del defunto, stampati su fondo nero o a fondo bianco ma con una larga fascia nera sul bordo. L’usanza di questo tipo di stemmi funebri non esisteva nelle altre regioni italiane.
Ai lati del feretro possono disporsi valletti in livrea (solitamente due) con torce, cioè lunghi ceri, talora uniti in fascio di quattro ceri, che vengono sostenuti dai valletti ma appoggiati a terra; sulle torce, per le famiglie lombardo-piemontesi, si attaccano cartoni con gli stemmi. Per le famiglie della nobiltà romana, si attacca un piccolo stemma direttamente sulle torce, quasi fosse dipinto sui ceri. I valletti, se ci sono, accolgono la cassa all’entrata, precedendola in corteo fino al luogo ove sarà deposta, e dopo la funzione la riaccompagnano fino al carro funebre, precedendola e poi disponendosi ai lati della porta della chiesa.
Altri elementi possono essere aggiunti. Per le casate dell’alta nobiltà, quali quelle principesche romane, si usava un cerimoniale più ricco che, ad esempio, prevedeva la cosiddetta steccata, un basso recinto o parapetto, coperto di stoffa nera, gallonata d’oro, con stemmi, che circondava la cassa posta sotto la coltre.
Ancora oggi il cerimoniale sopra descritto è quello generalmente usato dalla nobiltà italiana. Può accadere che non tutti gli elementi concorrano puntualmente; ciò nonostante si conservano almeno i principali elementi rituali, cioè la cassa posata a terra, generalmente sopra un tappeto, e la coltre con gli stemmi appuntati. La cassa posata a terra è un simbolo di umiltà da parte di chi in vita ha avuto un rango elevato, ma anche, nell’attenersi al cerimoniale nobiliare, la consapevolezza della propria identità nobiliare e che bisogna morire quali si era vissuti.
È da notare che, ormai da molti anni, tale cerimoniale si va semplificando rispetto al passato. Già nel 1987, in occasione dei solenni funerali del principe Aspreno Colonna nella basilica dei Santi XII Apostoli, venivano a mancare molte delle prescrizioni fin qui descritte, essendo deposta la bara su un tappeto e affiancata da 4 valletti che sostenevano dei ceri.